# Un martor în oraș
Un martor în oraș (titlul original: în franceză Un témoin dans la ville) este un film dramatic de thriller, coproducție franco-italiană, realizat în 1959 de regizorul Édouard Molinaro, protagoniști fiind actorii Lino Ventura, Sandra Milo, Franco Fabrizi și Françoise Brion.

## Rezumat
Soția lui Ancelin a fost aruncată dintr-un tren de un bărbat pe nume Verdier a cărui amantă era. Ancelin, se răzbună ucigându-l, astfel încât să se creadă că a fost o sinucidere. Dar la ieșirea din casa victimei sale, Ancelin este văzut de Lambert, un taximetrist de la „radio-taxi” care nu bănuiește că tocmai a văzut un criminal. Hotărât să-l elimine pe acest martor, Ancelin închiriază o mașină și așteaptă în fața lui Lambert, pe care îl va urmări o zi întreagă până va putea acționa.
După câteva încercări eșuate, reușind să se dea drept „client”, se urcă în taxiul lui Lambert, care după ce l-a recunoscut, bănuind intenția acestuia, reușește prin radioul taxiului să-și alerteze toți colegii despre intenția „clientului” său, aceștia împreună cu poliția încep o urmărire în întunericul nopții prin întregul oraș...

## Distribuție
- Lino Ventura – Ancelin, un camionagiu care lichidează amantul și își asasinează soția
- Sandra Milo – Liliane, logodnica lui Lambert, centralistă de la „radio-taxi”
- Franco Fabrizi – Lambert, un „radio-taximetrist” de noapte, martor la crimă
- Jacques Berthier – Pierre Verdier, un industriaș, amantul lui Jeanne
- Françoise Brion – Jeanne Ancelin, amanta lui Verdier
- Daniel Ceccaldi – străinul, client de taxi
- Robert Dalban – Raymond, un taximetrist jovial
- Micheline Luccioni – Germaine, o taximetristă
- Janine Darcey – proprietara hotelului
- Jacques Monod – avocatul lui Verdier
- Michel Etcheverry – judecătorul de instrucție
- Jean Daurand – Bernard, un taximetrist
- René Hell – „Grand-père” („tata-mare”)
- Jacques Jouanneau – proprietarul garajului „Magdebourg”
- Robert Gastel – Bob la Tenaille
- Paul Bisciglia –  un șofer de taxi
- Ginette Pigeon – Muriel, o prostituată
- Geneviève Cluny – crainica
- Rodolphe Marcilly – Léon
- Jean Lara – Monsieur Catherine, directorul de „radio-taxis”
- Joëlle Janin – o centralistă
- Claire Nicole – o centralistă
- Martine Reichenbach – o centralistă
- Henri Belly – Louis, zis "Petit Louis"
- Gérard Darrieu – Pierre, un camionagiu, coleg al lui Ancelin
- Charles Bouillaud – un șofer de taxi, amicul lui Raymond
- Billy Kearns – soldatul american, client de taxi
- Dora Doll – o prostituată
- Michel Thomass – clientul prostituatei
- Sacha Briquet – clientul bătut la strip-tease
- Micheline Gary – clientul cu părul negru al lui Lambert
- Henri Marteau – clientul amorezat
- Rodolphe Marcilly – Léon
- Paul Pavel – inspectorul Pécharel
- Edouard Francomme – un pasager din metrou
- Jean Valmence – bărbatul cu Cadillacul alb decapotabil
- Nicole Alexandre – o centralistă
- Dany Jacquet –
- Jacques Mancier –
- André Dumas –
- Bruno Balp – Barnum, îngrijitor
- Jean-Jacques Steen – un jandarm
- Alain Nobis – autorul accidentului cu Verdier
- Michèle Verez – o operatoare de centrală telefonică
- Chantal Deberg – o centralistă
- Martine Moreau – o centralistă
- Louisette Chaufaille –
- Bernard Charlan – un cârciumar
- Guy Piérauld (sau Pierrauld) – un portar de la clubul de striptease strada Pigalle
- Jimmy Perrys – un cârciumar
- Jacques Préboist – un călător în metrou
- Jean Ferrat – un călător în metrou (cameo)
- Albert Daumergue – un călător în metrou
- Lucien Desagneaux – un șofer